# Tropidophrys amydra
Tropidophrys amydra är en insektsart som beskrevs av Karsch 1896. Tropidophrys amydra ingår i släktet Tropidophrys och familjen vårtbitare. Inga underarter finns listade i Catalogue of Life.